# Regiment de cavalleria Sant Jordi
El Regiment de cavalleria Sant Jordi fou una unitat militar de l'Exèrcit Regular de Catalunya durant la Guerra de Successió. Creat el 24 de juliol de 1713, després de la decisió de resistir a ultrança, el regiment estava sota el comandament honorífic del Diputat Militar, però a la pràctica estava dirigit per Josep Comes, veterà de les Reials Guàrdies Catalanes de l'arxiduc Carles.

## Història
Després de la proclama pública de resistència per part dels Tres Comuns de Catalunya el dia 9 de juliol de 1713 es va començar a preparar l'Exèrcit de Catalunya (1713-1714). El mateix dia 24 es formarien els regiments, inclòs el Sant Jordi.
El Diputat Militar n'era el coronel honorífic, però els capitosts efectius foren Josep Comes i Joan Baptista Lleida. Després de trencar el cordó naval francès, i seguint el seu comandant Antoni Berenguer i Novell, almenys tres companyies, una força d'aproximadament 150 homes, es va unir a l'Expedició del Braç Militar. Després de recórrer l'interior de Catalunya en busca de més homes per atacar el cordó de Barcelona pel darrere, els seus comandants van abandonar la força acumulada el 5 d'octubre a Alella, juntament amb els homes del Sant Jordi. Tot i això, els soldats van ser capaços de traspassar el cordó sense comandament i van arribar a Barcelona, on es van unir als defensors.
El 5 d'agost el regiment Sant Jordi, juntament amb altres cuirassers i fusellers, van protagonitzar una càrrega contra els assetjants de les bateries de Jesús i Caputxins, que bombardejaven i impedien la construcció de la travessera.
L'11 de setembre de 1714 van complementar unitats de la Coronela, agrupant-se en petites unitats. Durant el contraatac dirigit per Antoni de Villarroel i Peláez molts dels homes del Sant Jordi van unir-s'hi desmuntats. Durant la defensa del Pla d'en Llull Josep Comes va ser mort en combat.

## Uniforme i equipament
L'uniforme del Sant Jordi constava, segons l'època, dels següents elements:
- Agost de 1713 - novembre de 1713: casaca blanca, gira vermella, jupa blanca, calces de pell girada, corbata blanca i cordons de sabre.
- Novembre de 1713 - Setembre de 1714: casaca blanca, gira vermella, jupa vermella, calces de pell girada, corbata blanca, cordons de sabre i una dragonera vermella sobre l'espatlla dreta per denotar el seu estatus d'unitat d'elit.